# Проневичі
Проневичі (Проневіче, пол. Proniewicze) — село в Польщі, у гміні Більськ-Підляський Більського повіту Підляського воєводства. Населення — 206 осіб (2011).

## Історія
Вперше згадується 1536 року. Біля 1560 року охоплювало 60 волок землі.
У 1975—1998 роках село належало до Білостоцького воєводства.

## Демографія
Демографічна структура станом на 31 березня 2011 року:
|          | Загалом | Допрацездатний вік | Працездатний вік | Постпрацездатний вік |
| -------- | ------- | ------------------ | ---------------- | -------------------- |
| Чоловіки | 105     | 19                 | 60               | 26                   |
| Жінки    | 101     | 11                 | 54               | 36                   |
| Разом    | 206     | 30                 | 114              | 62                   |